# Brzoza żółta
Brzoza żółta (Betula alleghaniensis Britton) – gatunek drzewa należący do rodziny brzozowatych (Betulaceae Gray). Występuje w stanie dzikim w północno-wschodniej Ameryce Północnej, Krainie Wielkich Jezior; na zachód sięga po Dakotę i Arizonę. Jeden z podstawowych gatunków lasotwórczych w południowo-wschodniej Kanadzie.

## Morfologia

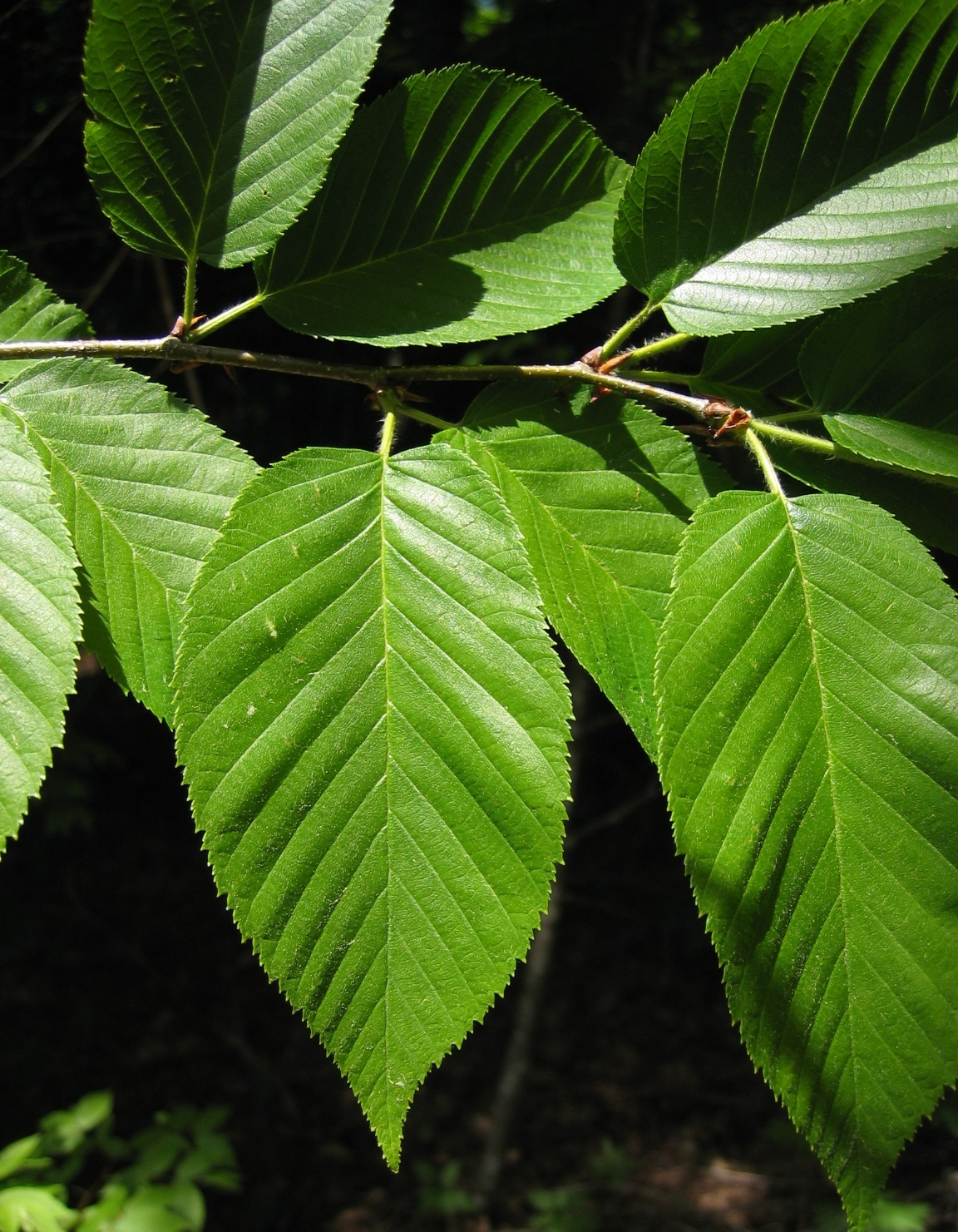
Liście

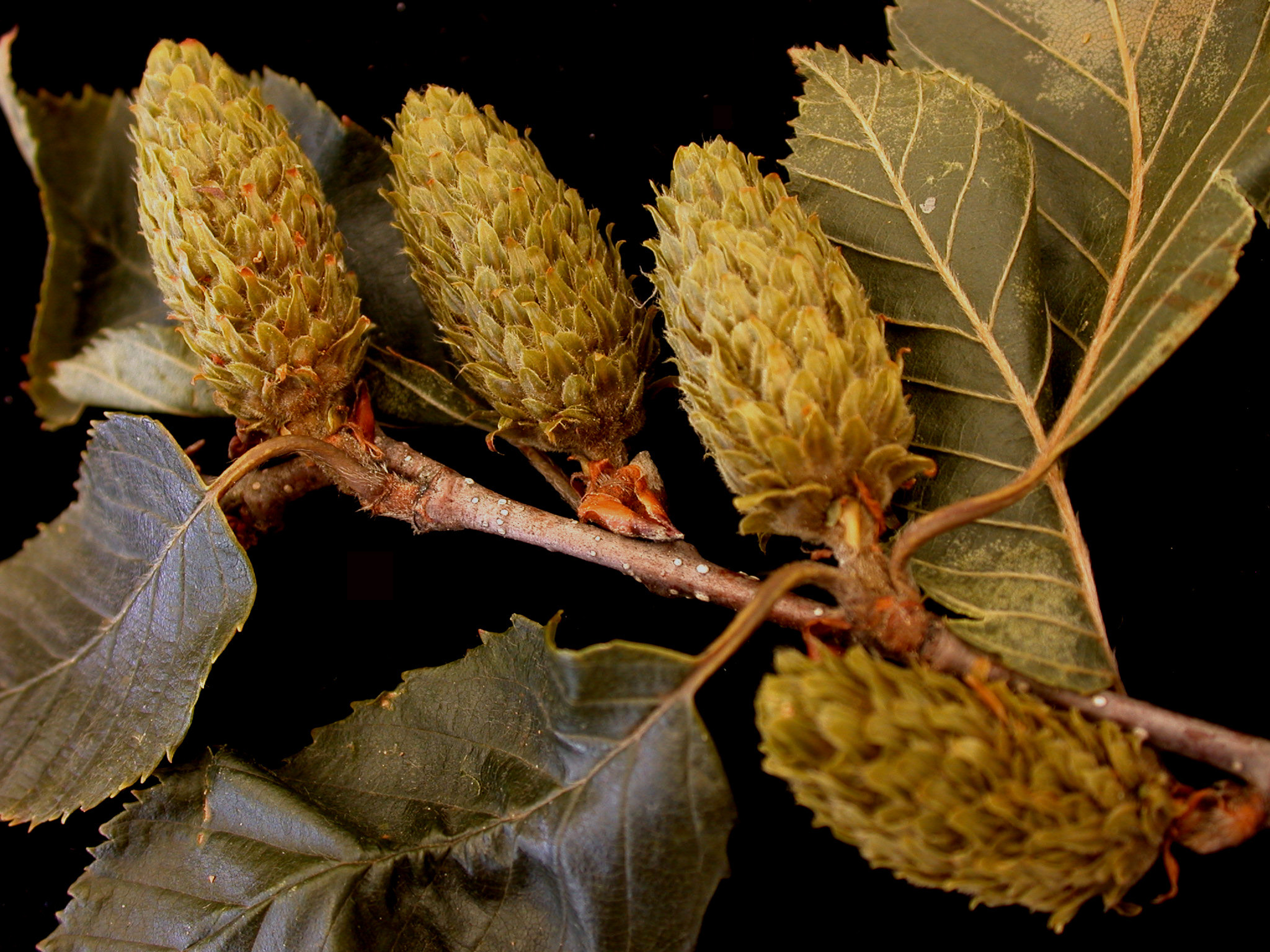
Kotki żeńskie z dojrzewającymi owocami

PokrójJest to małe drzewo bądź ogromny krzew. Dorasta do 20 m wysokości. Średnica pnia osiąga do 80 cm. Posiada jajowaty pokrój. Gałęzie są uniesione ku górze.
KoraKora jest bardzo gładka. Łuszczy się okrężnie cienkimi płatami. Kora młodych roślin ma żółtawo szarobrązową barwę, lecz z wiekiem staje się matowa jasnokremowo-szara.
PędyMłode pędy są owłosione, lecz później stają się nagie. Przerwane wydzielają aromat podobny do środka odkażającego (podobny do olejku golterii). Pędy mają oliwkowozieloną barwę, lecz zimą stają się jasnobrązowe.
PąkiPąki mają zieloną barwę i są częściowo owłosione.
LiścieLiście są długie. Mają 8–12 cm długości. Mają jajowaty lub podłużnie jajowaty kształt, zaostrzony na wierzchołku, natomiast u nasady zaostrzone lub niesymetrycznie sercowate. Z wierzchu są matowozielone. Są podobne do liści grabu. Brzegi są drobno i nieregularnie podwójnie piłkowane. Od spodu mają długie włoski w kącikach nerwów. Nerwy są proste, nierozgałęzione, równoległe, występują w liczbie 9–11 (czasem nawet do 14) par. Ogonek liściowy pokryty jest długimi włosami.
KwiatyKwiaty zebrane w kwiatostanach zwanymi kotkami. Są wniesionych ku górze. Kwiatostany żeńskie mają owłosione łuski.
OwoceOwłosione (czasem tylko na czubkach) oskrzydlone orzeszki w pojedynczych jajowatych bądź kulistych owocostanach. Są one grube i osadzone na krótkich trzoneczkach. Mają 2–3 cm długości i 1,5–2 cm szerokości. Długo się nie rozpadają. Łuski owocostanów są owłosione. Klapki są wąskie i podniesione. Klapka środkowa często bywa dłuższa od bocznych.

## Biologia i ekologia
Roślina wieloletnia, fanerofit. Drzewo leśne, rośnie na glebach piaszczysto-gliniastych, wilgotnych i bagnistych. Występuje wspólnie m.in. z klonem cukrowym (Acer saccharum), bukiem wielkolistnym (Fagus grandifolia), dębem czerwonym (Quercus rubra), lipą amerykańską (Tilia americana) i jesionem amerykańskim (Fraxinus americana). Drzewo dożywa do wieku 300 lat. W Polsce całkowicie wytrzymałe na mróz, jednak starsze okazy spotykane rzadko. Wymaga gleb żyznych, głębokich i świeżych. Sadzić należy pojedynczo lub w małych grupach.

## Zastosowanie

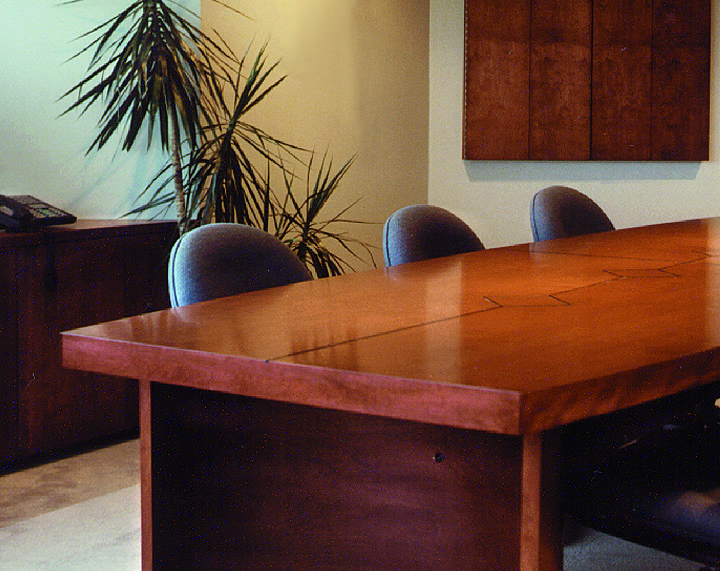
Biurko wykonane z drewna brzozy żółtej

W południowo-wschodniej Kanadzie jest najważniejszym gospodarczo drzewem tego obszaru. W Europie jest sadzone jako drzewo ozdobne od drugiej połowy XVIII wieku. Jest oryginalnym drzewem ze względu na nietypowe dla brzozy liście, charakterystyczną korę oraz zapach młodych pędów.